# Gerard Plunkett
Gerard Plunkett (Dublino, 14 agosto 1955) è un attore e doppiatore irlandese.

## Filmografia parziale

### Cinema
- Il fuggitivo della missione impossibile (Wrongfully Accused), regia di Pat Proft  (1998)
- 8 amici da salvare (Eight Below), regia di Frank Marshall (2006)
- Sucker Punch, regia di Zack Snyder (2011)
- Il settimo figlio (Seventh Son), regia di Sergej Vladimirovič Bodrov (2014)

### Televisione
- Highlander - serie TV, 2 episodi (1995-1996)
- Titanic - miniserie TV (1996)
- Smallville - serie TV, 2 episodi (2007)
- Fringe - serie TV, episodio 4x22 (2012)

## Doppiatori italiani
Nelle versioni in italiano delle opere in cui ha recitato, Gerard Plunkett è stato doppiato da:
- Gino La Monica in X-Files
- Eugenio Marinelli in 8 amici da salvare
- Oliviero Dinelli in Smallville
- Pietro Biondi in Fear Itself
- Claudio Fattoretto in Fringe
- Enzo Avolio in Psych
- Gaetano Lizzio in The Killing
- Mario Brusa in Garage Sale Mystery: Come in un giallo
- Teo Bellia ne Il ritmo dell'amore
- Emilio Cappuccio in Travelers